# أنس ديكر
أنس ديكر (بالهولندية: Ans Dekker)‏ هي لاعبة جمباز فني هولندية، ولدت في 3 يناير 1955 في بيفيرفايك في هولندا.

## وصلات خارجية
- أنس ديكر على موقع أوليمبيديا (الإنجليزية)